# Детектив Найт: Незалежність
«Детектив Найт: Незалежність» (англ. Detective Knight: Independence, також англ. Devil's Knight, «Лицар диявола») — американський бойовик 2023 року режисера Едварда Дрейка, знятий за власним сценарієм на основі ідеї, створеної разом із Корі Ларджем. Фільм є третьою і останньою частиною трилогії «Детектив Найт», продовженням фільмів 2022 року «Детектив Найт: Бунтар» та «Детектив Найт: Спокута».
У фільмі зіграли актори: Брюс Вілліс, Джек Кілмер, Лохлін Манро, Джиммі Жан-Луї, Віллоу Шилдс, Діна Меєр і Тімоті Мерфі.
Фільм випущений компанією Lionsgate в обмежений кінопрокат та як «відео на вимогу» (VOD) 20 січня 2023 року, реліз на DVD і Blu-ray відбувся 28 лютого 2023 року.

## Синопсис
Після подій у «Спокуті» детектив Джеймс Найт намагається зупинити шахрая, який вдає офіцера поліції та загрожує місту в День незалежності США та збирається підірвати будинок самого Найта.

## Акторський склад
- Брюс Вілліс — Джеймс Найт
- Джек Кілмер — Дезі
- Віллоу Шилдс — Еллі
- Лохлін Манро — Фіцджеральд
- Майкл Спаркс — Ніко
- Марк Гьюлетт — Кірілл
- Тімоті В. Мерфі — Вінсент
- Джиммі Жан-Луї — Годвін
- Декс Спенгоул — Квінн
- Лоренцо Антонуччі — Джордж
- Скотт Каргл — Шон Бестон
- Френсіс Кронін — Пітер О'Меллі
- Діна Мейер — Берн'ем

## Виробництво
У жовтні 2021 року Брюс Вілліс підписав контракт на головну роль у бойовику під робочою назвою «Лицар диявола» (Devil's Knight) від режисера та сценариста Едварда Джона Дрейка — для спільних зйомок із фільмом «Спокута» у Ванкувері, Канада, з 17 листопада по 14 грудня 2021 року. До вересня 2022 року «Devil's Knight» було перейменовано на «Detective Knight: Independence», а датою виходу було визначено 20 січня 2023 року. До жовтня 2022 року Лохлін Манро, Джиммі Жан-Луї, Корі Лардж і Сезар Мірамонтес повинні були повторити свої ролі з перших двох фільмів, тоді як Віллоу Шилдс, Джек Кілмер, Альваро Кальдерон, Діна Меєр і Тімоті Мерфі був додані до акторського складу. «Детектив Найт: Незалежність» — один з останніх фільмів Брюса Вілліса, який припинив акторську кар'єру, оскільки у нього діагностували лобово-скроневу деменцію.

## Випуск
«Detective Knight: Independence» був випущений компанією Lionsgate в обмежений прокат та як VOD 20 січня 2023 року, з подальшим випуском на DVD і Blu-ray 28 лютого 2023 року. Спочатку очікувалося, що реліз фільму відбудеться на початку липня 2023 року, коли святкується День незалежності США.

### Касові збори
Станом на 1 лютого 2023 року «Детектив Найт: Незалежність» зібрав в Об'єднаних Арабських Еміратах $36 171.

### Критика
На вебсайті агрегатора рецензій Rotten Tomatoes 67 % із 12 відгуків критиків є позитивними із середньою оцінкою 5,7/10.
Антон Бітель із «Projected Figures» дав позитивну рецензію фільму, резюмуючи, що «поліційна трилогія Едварда Дрейка ближче до лебединої пісні Брюса Вілліса та сумної переоцінки його кар'єри». Еван Доссі з журналу «Midwest Film Journal» також дав позитивну рецензію фільму, сказавши, що фільм «найпростіший із трилогії, а також найкращий. Вілліс тут має трохи більше роботи, ніж у попередніх трилерах про Найта». Майкл Шиманські з «Mike Szy The Writer» дав фільму оцінку 9/10, написавши, що «цей кримінальний трилер із серії фільмів „Детектив Найт“ є відповідним фіналом акторства бойовика Брюса Вілліса».
У негативній рецензії Лапаказо Сандовал із «New York Amsterdam News» написав: «Чи заплатив би я коли-небудь гроші, щоб подивитися це в кінотеатрі? Відповідь — ні. Чи купив би я або завантажив цей фільм у потоковому сервісі? Знову ж таки, відповідь — ні».